# Sangiano
Sangiano (lombardul: Sangian) település Olaszországban, Varese megyében. Lakosainak száma 1453 fő (2023. január 1.). Sangiano Caravate, Laveno-Mombello, Leggiuno és Besozzo községekkel határos.

## Népesség
A település népességének változása:
| Lakosok száma | 1515 | 1513 | 1453 |
|               | 2017 | 2018 | 2023 |